# Corona-Theorem
In der Mathematik ist das Corona-Theorem ein Satz aus der Funktionentheorie.

## Satz
Sei {\displaystyle H^{\infty }} der Hardy-Raum, also die Banach-Algebra der beschränkten, holomorphen Funktionen
{\displaystyle f\colon D\to \mathbb {C} }
auf der Kreisscheibe {\displaystyle D:=\left\{z\in \mathbb {C} \colon \vert z\vert <1\right\}}. 
Sei {\displaystyle \delta >0} und seien {\displaystyle f_{1},\ldots ,f_{n}\in H^{\infty }}, so dass 
{\displaystyle \vert f_{1}(z)\vert +\ldots +\vert f_{n}(z)\vert \geq \delta }
für alle {\displaystyle z\in D}. 
Dann gibt es {\displaystyle g_{1},\ldots ,g_{n}\in H^{\infty }}, so dass
{\displaystyle f_{1}(z)g_{1}(z)+\ldots +f_{n}(z)g_{n}(z)=1}
für alle {\displaystyle z\in D}.

## Funktionalanalytische Interpretation
Sei {\displaystyle \Delta } die Menge der multiplikativen linearen Funktionale auf {\displaystyle H^{\infty }} und {\displaystyle {\mathcal {M}}} die Menge der Maximalideale des Hardy-Raums {\displaystyle H^{\infty }}. Durch {\displaystyle \phi \to \ker(\phi )} hat man eine Bijektion {\displaystyle \Delta \to {\mathcal {M}}}.
Jedem {\displaystyle f\in H^{\infty }} kann man durch {\displaystyle {\hat {f}}(\phi ):=\phi (f)} eine Funktion {\displaystyle {\hat {f}}\colon \Delta \to \mathbb {C} } oder vermittels obiger Bijektion dann eine Funktion
{\displaystyle {\hat {f}}\colon {\mathcal {M}}\to \mathbb {C} }
zuordnen. Als Gelfand-Topologie bezeichnet man die schwächste Topologie auf {\displaystyle {\mathcal {M}}}, mit der alle {\displaystyle {\hat {f}}} stetig sind. Mit dieser Topologie ist {\displaystyle {\mathcal {M}}} ein kompakter Hausdorff-Raum. 
Man kann {\displaystyle D} als Unterraum von {\displaystyle {\mathcal {M}}} auffassen, indem man {\displaystyle z\in D} das Maximalideal 
{\displaystyle M_{z}=\left\{f\in H^{\infty }\colon f(z)=0\right\}}
zuordnet.
Das Corona-Theorem ist dann äquivalent dazu, dass {\displaystyle D} dicht in {\displaystyle {\mathcal {M}}} ist.

## Geschichte
Das Corona-Theorem in seiner funktionalanalytischen Formulierung wurde 1941 von Shizuo Kakutani vermutet und 1962 von Lennart Carleson bewiesen. Der Name bezieht sich darauf, dass die Corona von {\displaystyle H^{\infty }(D)} durch {\displaystyle {\mathcal {M}}_{H^{\infty }(D)}\setminus {\overline {D}}} definiert wird und es nach dem Theorem also keine Corona gibt. Einen elementaren Beweis gab 1979 Thomas Wolff unter Benutzung von {\displaystyle H^{2}}-Carleson-Maßen und Littlewood-Paley-Theorie.